# Saint-Germain-en-Montagne
Saint-Germain-en-Montagne ist eine Gemeinde im französischen Département Jura in der Region Bourgogne-Franche-Comté.

## Geographie
Saint-Germain-en-Montagne liegt auf 630 m, etwa fünf Kilometer nordnordöstlich der Stadt Champagnole (Luftlinie). Das Haufendorf erstreckt sich im Jura, am östlichen Rand des Plateaus des Angillon am Fuß der Höhen der Forêt de la Fresse und nordöstlich des Mont Rivel.
Die Fläche des 5,35 km² großen Gemeindegebiets umfasst einen Abschnitt des französischen Juras. Der Hauptteil des Gebietes wird von einem Plateau eingenommen, das durchschnittlich auf 600 m liegt und hauptsächlich aus Acker- und Weideland besteht. Nach Westen erstreckt sich das Gemeindeareal bis nahe an das Ufer des Étang du Moutoux, eines Moorsees im Einzugsgebiet des Angillon. Im Osten reicht das Gebiet über einen dicht bewaldeten Hang auf den Höhenrücken der Forêt de la Fresse, einen in Nord-Süd-Richtung orientierten langgezogenen Jurakamm. Hier wird mit 850 m die höchste Erhebung von Saint-Germain-en-Montagne erreicht.
Nachbargemeinden von Saint-Germain-en-Montagne sind Moutoux im Norden, Les Nans im Osten, Équevillon und Vannoz im Süden sowie Le Pasquier im Westen.

## Geschichte
Das Gemeindegebiet von Saint-Germain-en-Montagne war schon sehr früh besiedelt. Ein Zeugnis aus vorgeschichtlicher Zeit ist die Pierre Lite, ein Megalith in der Forêt de la Fresse. Während der gallorömischen Zeit befand sich hier ein ausgedehntes römisches Landgut, das vermutlich Placentia hieß und im 3. Jahrhundert nach Christus von den einfallenden Germanen zerstört wurde. Bei Ausgrabungen wurden zahlreiche Überreste der römischen Villa entdeckt, unter anderem Kanalisationen, Brunnen, Keramikfragmente und Bronzestatuetten.
Wahrscheinlich wurde bereits im 5. Jahrhundert das Priorat Saint-Germain-dans-les-Bois gegründet, bei dem sich die spätere Siedlung entwickelte. Im Mittelalter bildete Saint-Germain-en-Montagne eine eigene Herrschaft, die von der Herrschaft Montrivel abgetrennt wurde und ab 1315 den Herren von Chalon-Arlay unterstand. Im Jahr 1294 erhielt das Dorf gewisse Freiheitsrechte zugesprochen. Zusammen mit der Franche-Comté gelangte es mit dem Frieden von Nimwegen 1678 an Frankreich.

## Sehenswürdigkeiten
Die heutige Pfarrkirche Saint-Germain wurde 1770 erbaut; der Glockenturm stammt von 1790.

## Bevölkerung
| Jahr                       | 1962 | 1968 | 1975 | 1982 | 1990 | 1999 | 2007 | 2017 |
| -------------------------- | ---- | ---- | ---- | ---- | ---- | ---- | ---- | ---- |
| Einwohner                  | 193  | 226  | 302  | 366  | 361  | 389  | 401  | 407  |
| Quellen: Cassini und INSEE |      |      |      |      |      |      |      |      |

Mit 388 Einwohnern (Stand 1. Januar 2022) gehört Saint-Germain-en-Montagne zu den kleinen Gemeinden des Départements Jura. Nachdem die Einwohnerzahl in der ersten Hälfte des 20. Jahrhunderts stets im Bereich von rund 150 Personen gelegen hatte, wurde seit Beginn der 1960er Jahre eine deutliche Bevölkerungszunahme verzeichnet.

## Wirtschaft und Infrastruktur
Saint-Germain-en-Montagne war bis weit ins 20. Jahrhundert hinein ein vorwiegend durch die Landwirtschaft und die Forstwirtschaft geprägtes Dorf. Daneben gibt es heute einige Betriebe des lokalen Kleingewerbes. Mittlerweile hat sich das Dorf zu einer Wohngemeinde gewandelt. Viele Erwerbstätige sind Wegpendler, die in den größeren Ortschaften der Umgebung, hauptsächlich in Champagnole ihrer Arbeit nachgehen.
Die Ortschaft liegt abseits der größeren Durchgangsstraßen an einer Departementsstraße, die von Pont de Gratteroche (an der Hauptstraße N5) nach Mournans-Charbonny führt. Weitere Straßenverbindungen bestehen mit Équevillon, Vannoz und Moutoux.